# Мариампольский уезд
Мариа́мпольский уе́зд — историческая административно-территориальная единица Августовского воеводства, Августовской, а после — Сувалкской губернии Российской империи. Уездный город — Мариамполь.

## История
Мариампольский уезд был образован в 1795 году в составе Пруссии. В 1807 году отошёл к Варшавскому герцогству, а в 1816 — к Августовскому воеводству Российской империи. В 1837 году был отнесён к Августовской губернии, а 1867 году — к вновь образованной Сувалкской губернии.
В 1919 году Мариампольский уезд отошёл к Литве.

## Административное деление
В 1913 году в уезде было 14 гмин: Алексота, Антонова (центр — д. Чиста-Буда), Бальвержишки, Вейверы, Гудельска (центр — д. Дембова-Буда), Квецишска (центр — д. Александрово), Михалишки (центр — д. Есиотраки), Пильвишки, Погермон (центр — д. Покойне), Понемонь, Фреда (центр — с. Годлево), Хлебишки, Шумск (центр — д. Макалы), Яворовск (центр — д. Иглишканы).

## Демография
По данным переписи 1897 года в уезде проживало 114,3 тысяч человек. В том числе:
- литовцы — 77,0 %;
- евреи — 10,3 %;
- немцы — 5,0 %;
- русские — 4,0 %;
- поляки — 2,9 %.

В уездном городе Мариамполь проживало 6737 человек, в заштатном городе Прены — 2477 человек.